# Czernina
Czernina (dalla parola polacca czarny - nero; a volte denominata czarnina o czarna polewka) è una zuppa polacca fatta con sangue d'anatra e brodo di pollo. In inglese ci si riferisce a zuppa di sangue d'anatra.

## Preparazione
Tra gli ingredienti utilizzati per cucinare la czernina possono essere presenti prugne, pere sciroppate, ciliegie, aceto di mele e miele. Viene di solito accompagnata con patate bollite, maccheroni o noodles.

## Caratteristiche e diffusione
In generale il suo sapore è dolce e aspro, con la presenza di zucchero e aceto. Tuttavia, oltre alla versione classica, ci sono innumerevoli varianti locali in diverse zone della Polonia e della Lituania.
È un piatto tipico regionale della Cuiavia, Kaszuby e Poznań.
In Germania viene preparato un piatto simile che prende il nome di Schwarzsauer ("acido nero").